# Axelmakternas ledare i andra världskriget
Axelmakternas ledare i andra världskriget kan avse:

## Tyskland
- Adolf Hitler var Nazitysklands ledare/diktator från 1933 till sitt självmord i slutet av andra världskriget 1945.
- Hermann Göring var chef för det tyska flygvapnet Luftwaffe och hade näst högst rang inom nazistpartiet efter Hitler.
- Heinrich Himmler var chef för SS och Gestapo och en av de som planlade förintelsen.
- Joseph Goebbels var propagandaminister och en av Hitlers närmaste medarbetare.
- Martin Bormann var chef för partikansliet och var nazistpartiets partisekreterare. Mot slutet av andra världskriget var han en av de mest inflytelserika personerna i kretsen kring Adolf Hitler.
- Albert Speer var rustningsminister från 1942 till 1945 och var högste ansvarige för Nazitysklands hela krigsindustri.
- Joachim von Ribbentrop var utrikesminister från 1938 till 1945.
- Wilhelm Keitel var en generalfältmarskalk och chef för den tyska krigsmaktens överkommando (OKW).
- Alfred Jodl var en generalöverste och chef för den tyska krigsmaktens överkommandos (OKW) operativa avdelning.
- Heinz Guderian var en general och skaparen av Blitzkrieg och ledare för den tyska armén vid slutet av kriget.
- Erwin Rommel var en av Tysklands mest berömda generalfältmarskalkar och var befälhavare för de tyska styrkorna i Nordafrika och Normandie.
- Karl Dönitz var chef för den tyska ubåtsflottan och senare chef för hela marinen. Titeln han hade var storamiral. Han utnämndes till Hitlers efterträdare i dennes testamente och förhandlade därefter fram Tysklands kapitulation.
- Gerd von Rundstedt var tysk fältmarskalk och tidigare generalöverste.
- Erich von Manstein var tysk fältmarskalk, bland annat ansvarig för fälttåget mot Frankrike.
- Ernst Kaltenbrunner var general i Waffen-SS.
- Albert Kesselring var generalfältmarskalk.
- Fedor von Bock var generalfältmarskalk. Inför invasionen av Sovjetunionen 1941 förde han befälet över armégrupp Mitte.
- Erhard Milch var generalfältmarskalk.

## Italien
- Benito Mussolini var Italiens ledare från 1922 till sitt avsättande i samband med Italiens kapitulation 1943. Hitler utsåg honom senare till guvernör över det tysk-ockuperade norra Italien, en position han höll fram tills sin död 1945.
- Galeazzo Ciano var Mussolinis svärson och Italiens utrikesminister 1936–1943. Han bytte dock med tiden sida och deltog i en sammansvärjning mot Mussolini 1943. Han avrättades kort därefter.
- Viktor Emanuel III var Italiens kung från 1900 till 1946. Han var en av dem som såg till att få bort Mussolini och fascisterna från makten 1943.
- Pietro Badoglio var fältmarskalk och ledde de italienska styrkorna i Afrika och Grekland. Han var med i kuppen mot Mussolini 1943 och blev senare Italiens premiärminister.
- Rodolfo Graziani var fältmarskalk och guvernör av Libyen och ledde den Italienska offensiven in i Egypten år 1940.

## Japan
- Hirohito var Japans kejsare från 1926 till sin död 1989.
- Hideki Tojo var Japans premiärminister och politiske ledare från 1941 till 1944 och han var även chef för den japanska armén och flygvapnet. Han var en av de starkaste supportrarna av alliansen med Tyskland och ett inträde i kriget. Tojo dömdes till döden efter kriget 1948.
- Isoroku Yamamoto var chef för den japanska flottan och en av Japans skickligaste och mest populära amiraler. Han var bland annat ansvarig för attacken mot Pearl Harbor. Han omkom 1943 när hans plan sköts ner.
- Fumimaro Konoe var Japans premiärminister från 1937 till 1941 under Japans invasion av Kina. Han var däremot emot ett krig med USA och de allierade